# Marcus Gerards de Jonge

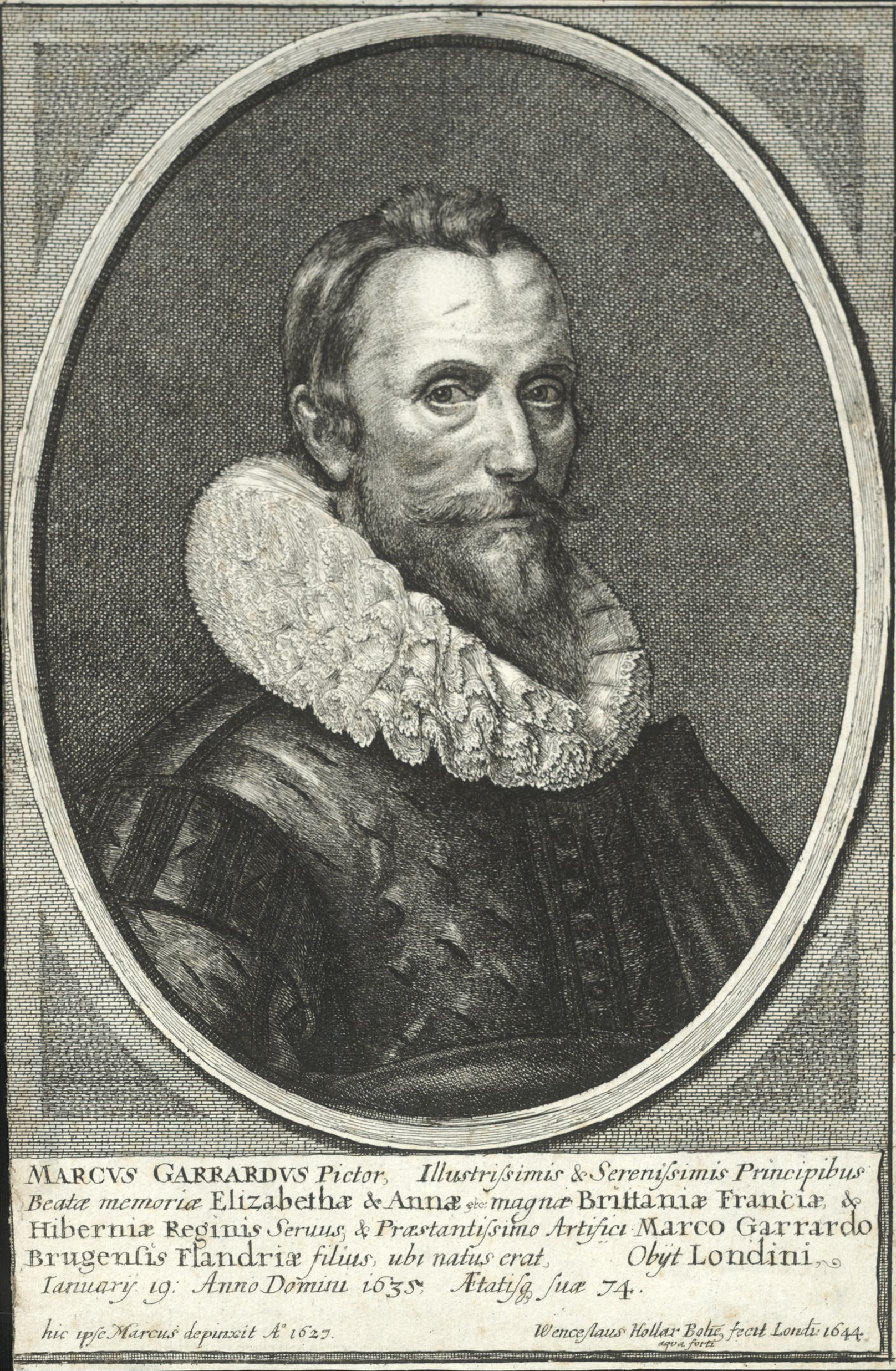
Gravure door Wenceslas Hollar, 1644, van een nu verloren zelfportret door Marcus Gerards de Jonge in 1627

Marcus Gerards bijgenaamd de Jonge, (Brugge, ca. 1561/62 - Engeland, 19 januari 1636) was een Vlaams kunstschilder aan het Hof van de Tudorvorsten en wordt beschreven als "the most important artist of quality to work in England in large-scale, between Eworth en Antoon van Dyck". In het laatste decennium van de regeerperiode van Elizabeth I werd hij een veelgevraagd schilder. Hij was een meester in het weergeven van de persoonlijkheid van de personages die voor hem poseerden. Hij bleef zeer in trek onder Jacob I en Anna van Denemarken, maar tegen 1620 geraakte hij uit de mode.

## Familie
Als kind kwam hij in 1568 naar Engeland, met zijn vader Marcus Gerards, eveneens kunstschilder.  Het is om hem van zijn vader te onderscheiden dat men het heeft over Marcus Gerards de Jonge. Zoals andere kunstenaars vluchtte Marcus Gerards - zonder zijn vrouw maar met zoon en dochter - naar Engeland, om te ontsnappen aan een veroordeling vanwege zijn overstappen naar de protestantse godsdienst.
Het is zeer waarschijnlijk dat de jonge Gerards zijn eerste opleiding kreeg van zijn vader en wellicht ook van Lucas d'Heere. Hij was waarschijnlijk zelfstandig actief vanaf 1586. In 1590 trouwde hij met de zus van zijn stiefmoeder, Magdalena de Crits, dochter van de kunstschilder Jan de Crits. Ze kregen zes kinderen, van wie twee hen overleefden: Marcus Gerards III (ca. 1602-1654) die ook kunstschilder werd en Henry (1604-1650).

## Loopbaan

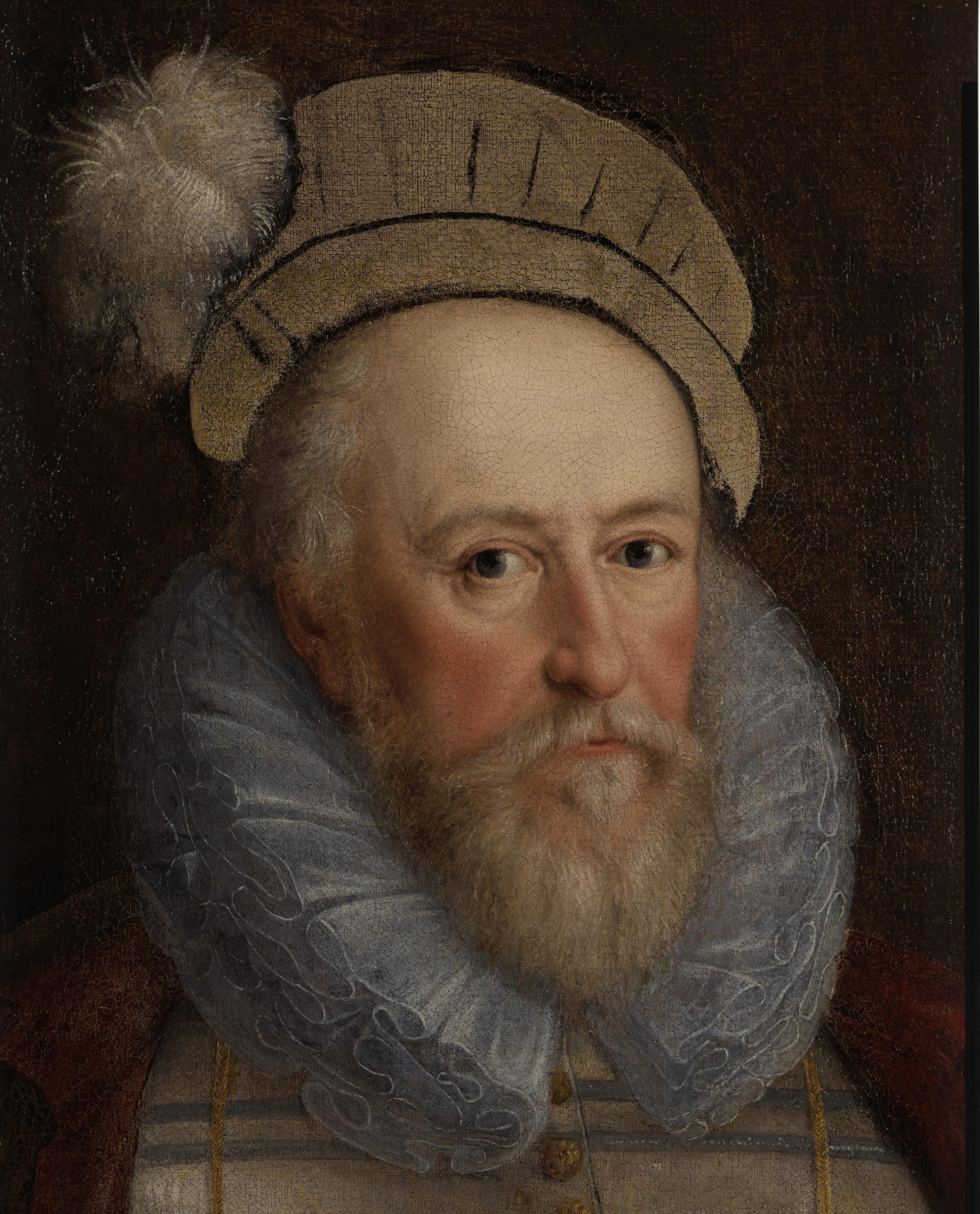
Onafgewerkte schets voor een portret van Sir Henry Lee, waarschijnlijk naar het leven getekend, olieverf op doek, c. 1600

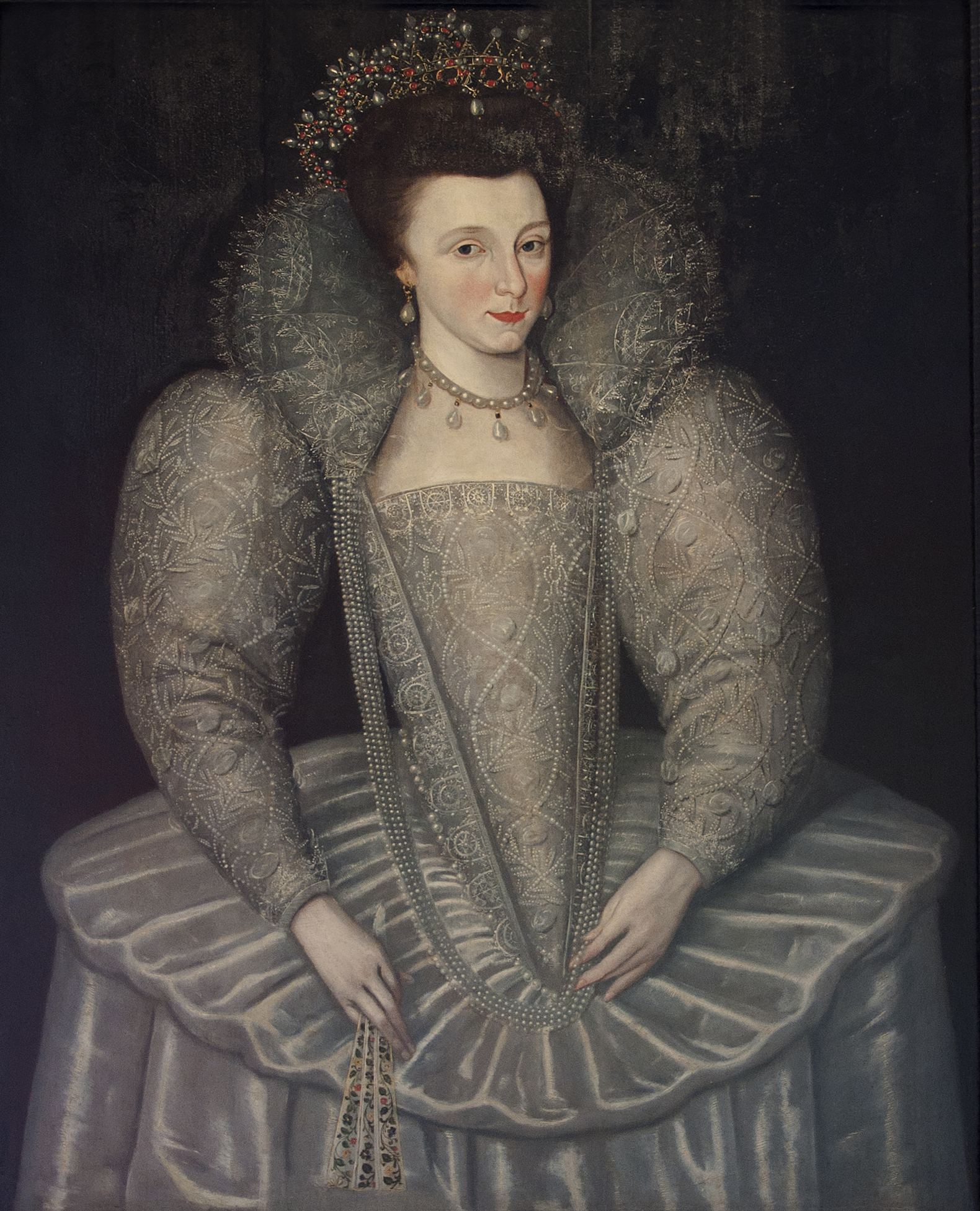
Onbekende dame - Leeds Castle

De vroegste gesigneerde schilderijen van Gerards dateren van rond 1592, hoewel de kunstcriticus Roy Strong denkt dat portretten van baron Burghley gedateerd 1586, gebaseerd zijn op werk door Gerards.
Onder invloed van zijn continentale leermeesters, reflecteerde Gerards in zijn werk een continentale esthetica die verschilde van de Elisabethaanse stijl die gekenmerkt werd door een vlakke en zeer kleurrijke weergave van de geportretteerden. Vanaf 1590 betekende het werk van Gerards een revolutie in de Engelse portretkunst. Voor het eerst werden de portretten in drie dimensies geschilderd, waarbij de levendigheid onderstreept werd door licht en schaduw. Even nieuw was het weergeven van de persoonlijkheid van het model, die Gerards van heel nabij bestudeerde. Hij was ook een van de eersten om op doek te schilderen in plaats van op houten paneel, wat toeliet om grotere afmetingen aan het schilderij te geven. Hij schilderde meer en meer de personages ten voeten uit en kaderde ze in een natuurlijk landschap.
Gerards werkte ongetwijfeld met heel wat assistenten, gegroepeerd in een studio, gelet op de talrijke opdrachten die hij toen tot een goed einde bracht.

## Elisabethaans succes

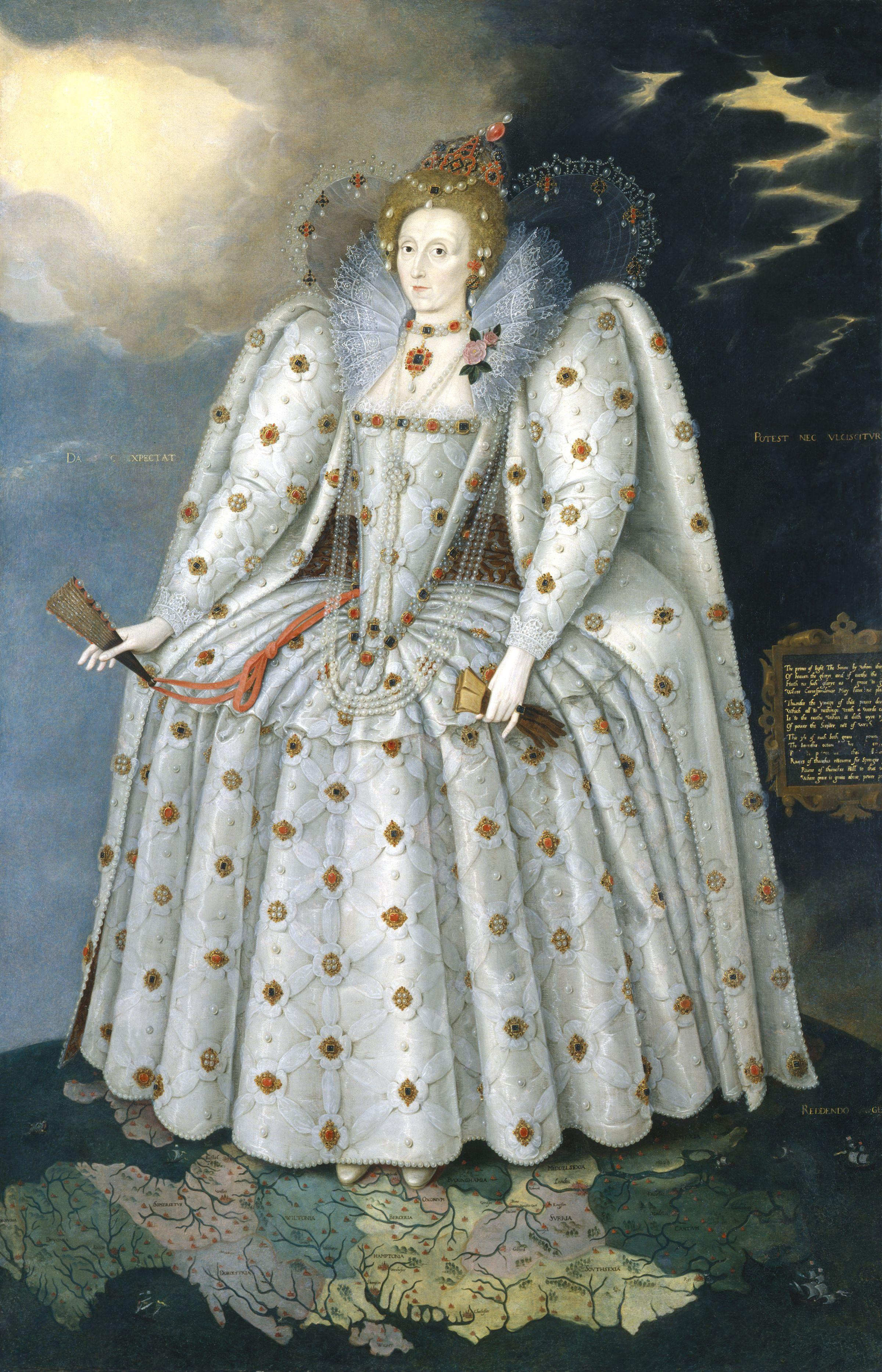
Queen Elizabeth I, the Ditchley Portrait, c. 1592. olieverf op doek, National Gallery (Londen)

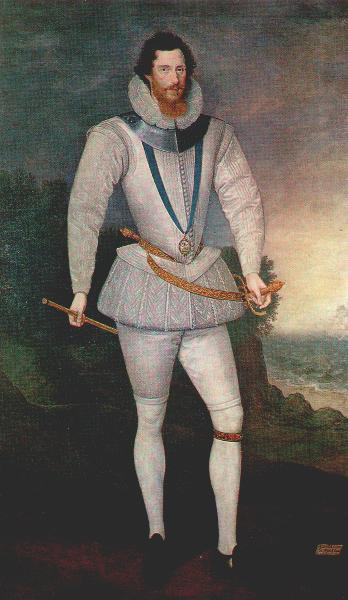
Robert Devereux, graaf van Essex, 1596

Sir Henry Lee of Ditchley, de in 1590 afscheidnemende 'Queen's Champion' lag aan de basis van de ridderlijke gewoonten en etiquette aan het hof van Elisabeth. Hij werd de beschermheer van Gerards en maakte dat hij in de gunst kwam aan het hof. Het is waarschijnlijk dat de koningin poseerde voor het Ditchley Portrait en ook een van haar favorieten Robert Devereux, tweede graaf van Essex, gaf hem opdrachten.
Het Ditchley Portrait hing in de woning van Henry Lee in Oxfordshire en werd waarschijnlijk gemaakt naar aanleiding van haar bezoek in Ditchley in 1592. De koningin werd ten voeten uit weergegeven, met één voet op een kaart van Engeland, meer bepaald op Oxfordshire. Achter haar woedde storm, terwijl voor haar de zon scheen. De esthetiek van het portret beviel de koningin niet, die het niet aangenaam vond dat ze er realistisch en derhalve ouder wordende werd op afgebeeld. In portretten die op basis van dit eerste portret werden gemaakt werd ze jonger gemaakt.
Rond 1594, maakte Gerards het portret van kapitein Thomas Lee, neef van Henry Lee, in Ierse klederdracht als verwijzing naar zijn militaire activiteiten in Ierland. Gerards maakte ook verschillende portretten van Henry Lee zelf, onder meer één in zijn ceremoniekledij als Ridder in de Orde van de Kousenband.
Robert Devereux, de graaf van Essex, deed beroep op Gerards voor heel wat portretten. Het eerste dateert van 1596 en is een groot schilderij waar Dudley voor Woburn Abbey staat en waar in de verte de stad Cádiz in brand te zien is. Een aantal hiervan afgeleide portretten volgden. Dat Dudley en Thomas Lee wegens hoogverraad werden geëxecuteerd in 1602 lijkt geen invloed te hebben gehad op de populariteit van Marcus Gerards.

## Onder James I

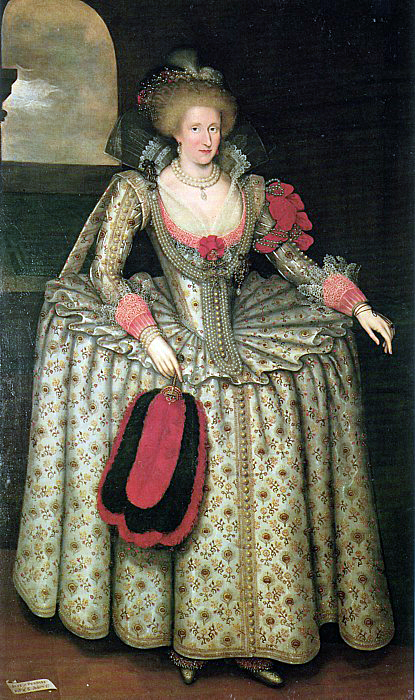
Anne of Denmark, 1611-1614, olieverf op doek, Woburn Abbey

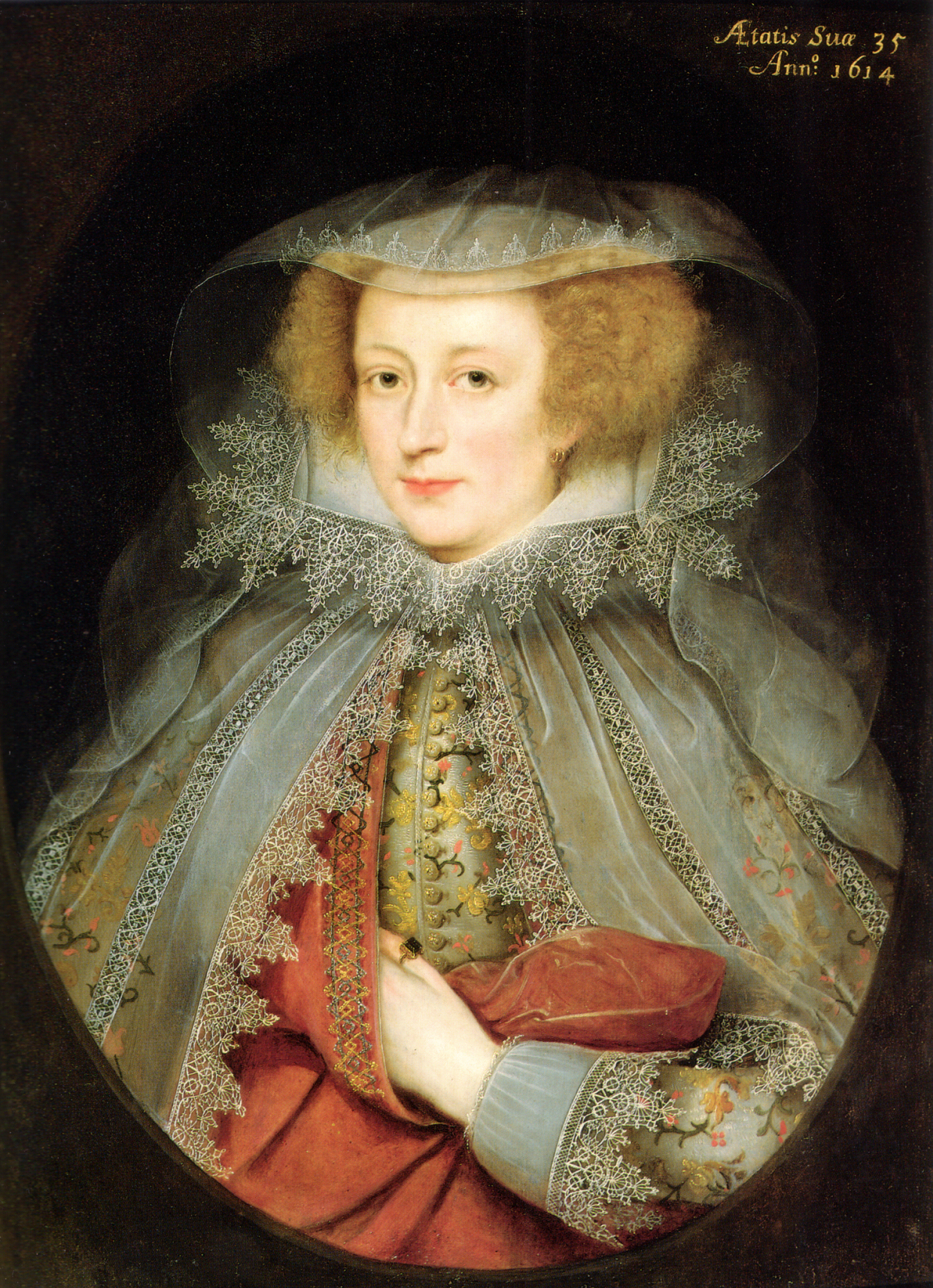
Catherine Killigrew, Lady Jermyn, 1614.

Na de dood van Elisabeth in 1603 bleef Gerards in de mode. Koningin Anna van Denemarken deed op hem beroep voor grote portretschilderijen. In 1611 werd hij betaald voor portretten van koning Jacobus I, van de koningin en van prinses Elisabeth. Men beschreef de portretten van Gerards uit die periode als 'rustig, nadenkend, met zachte charme'.
Na 1617 begon Gerards de concurrentie te gevoelen van een nieuwe generatie migranten die hem aan het Hof overvleugelden. Hij zou de laatste twintig jaar van zijn leven vooral portretten maken van de landadel en van academische prominenten.

## Galerij

### Elisabethaans

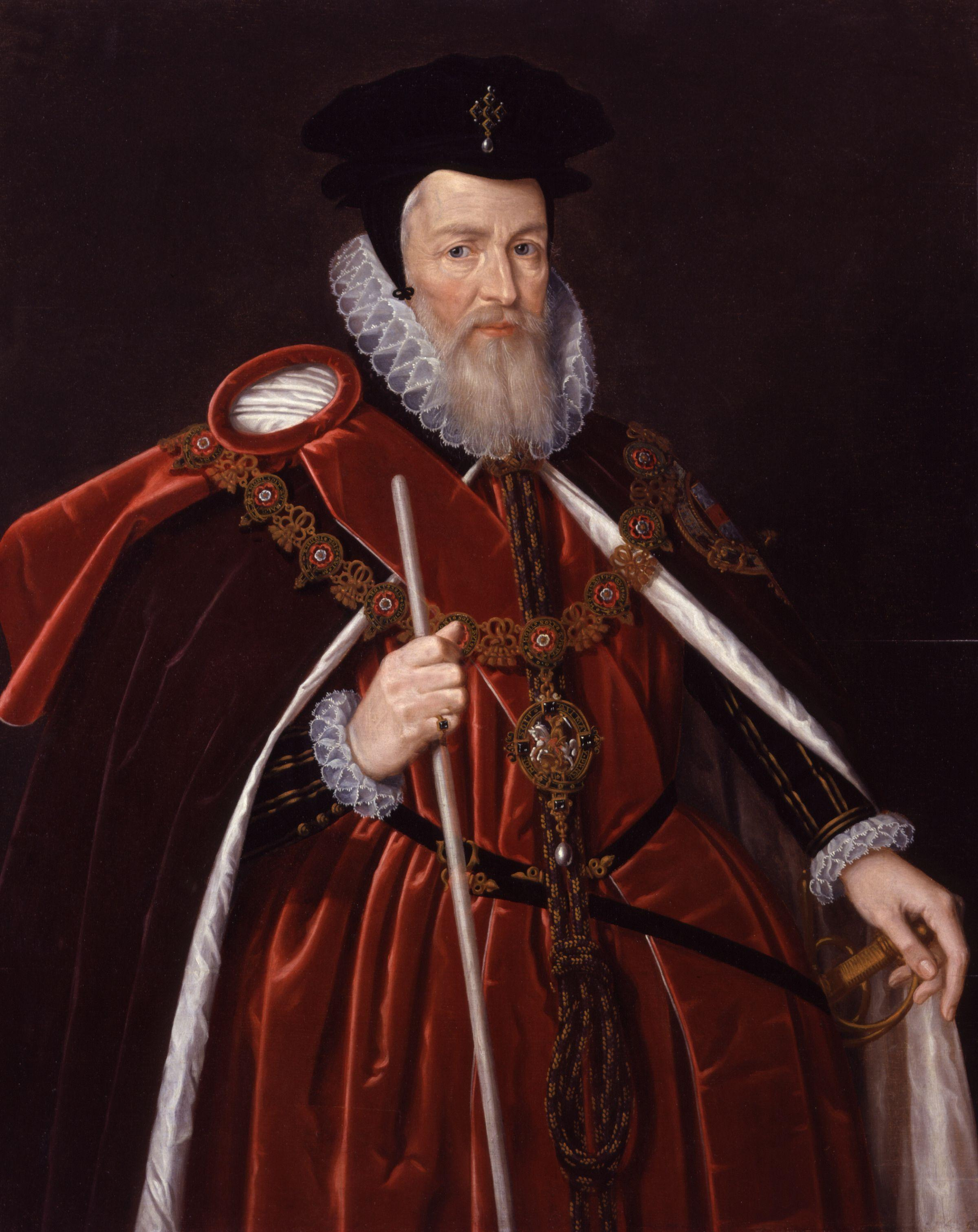
Portrait of William Cecil, 1st Baron Burghley, na 1585, olieverf op doek, toegeschreven aan Gerards (National Portrait Gallery, London)
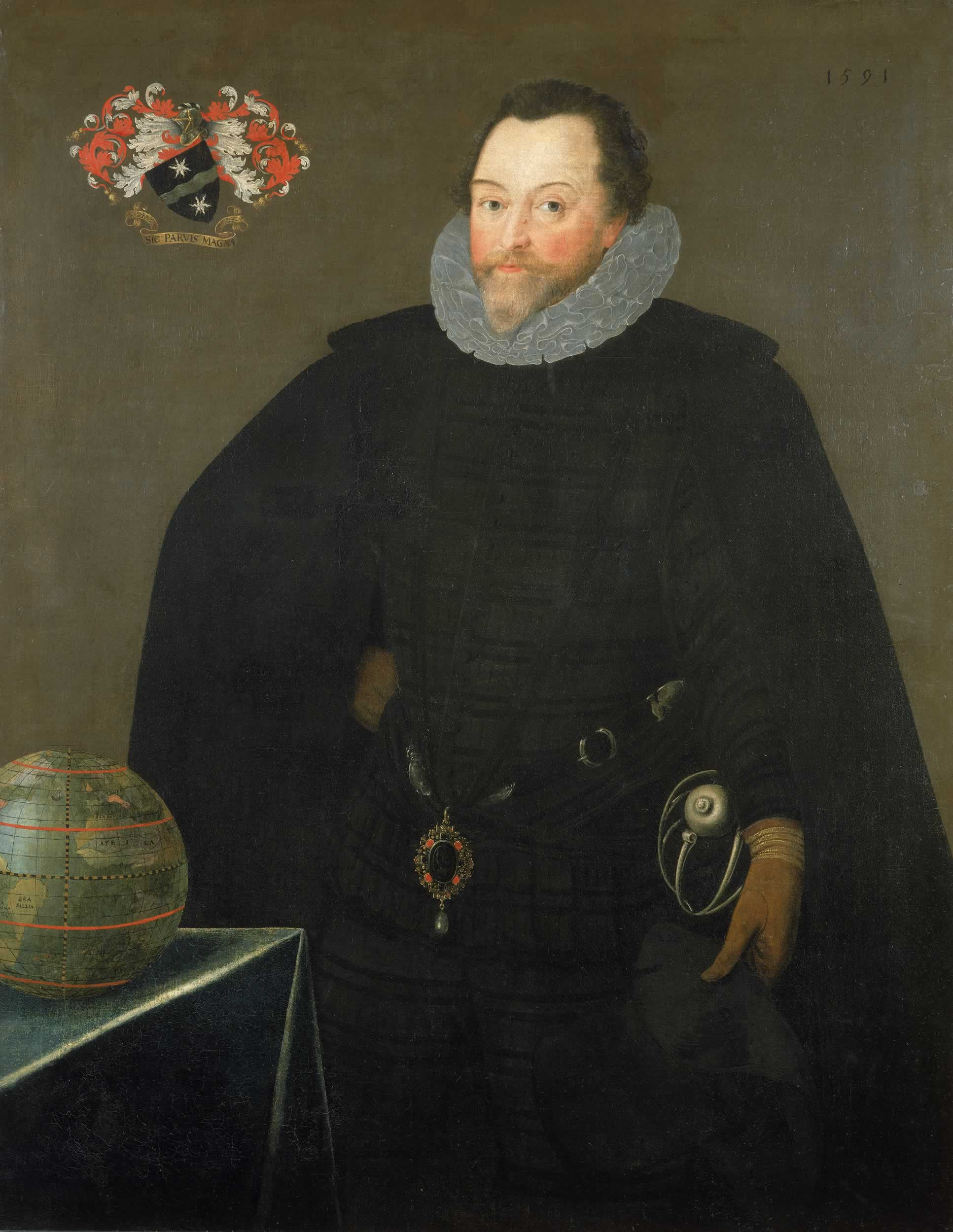
Sir Francis Drake, 1591.
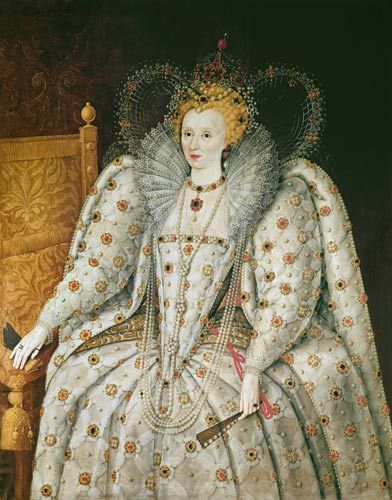
"Verbeterd" portret van Elizabeth I, uit de studio van Gerards, Palazzo Pitti, Florence
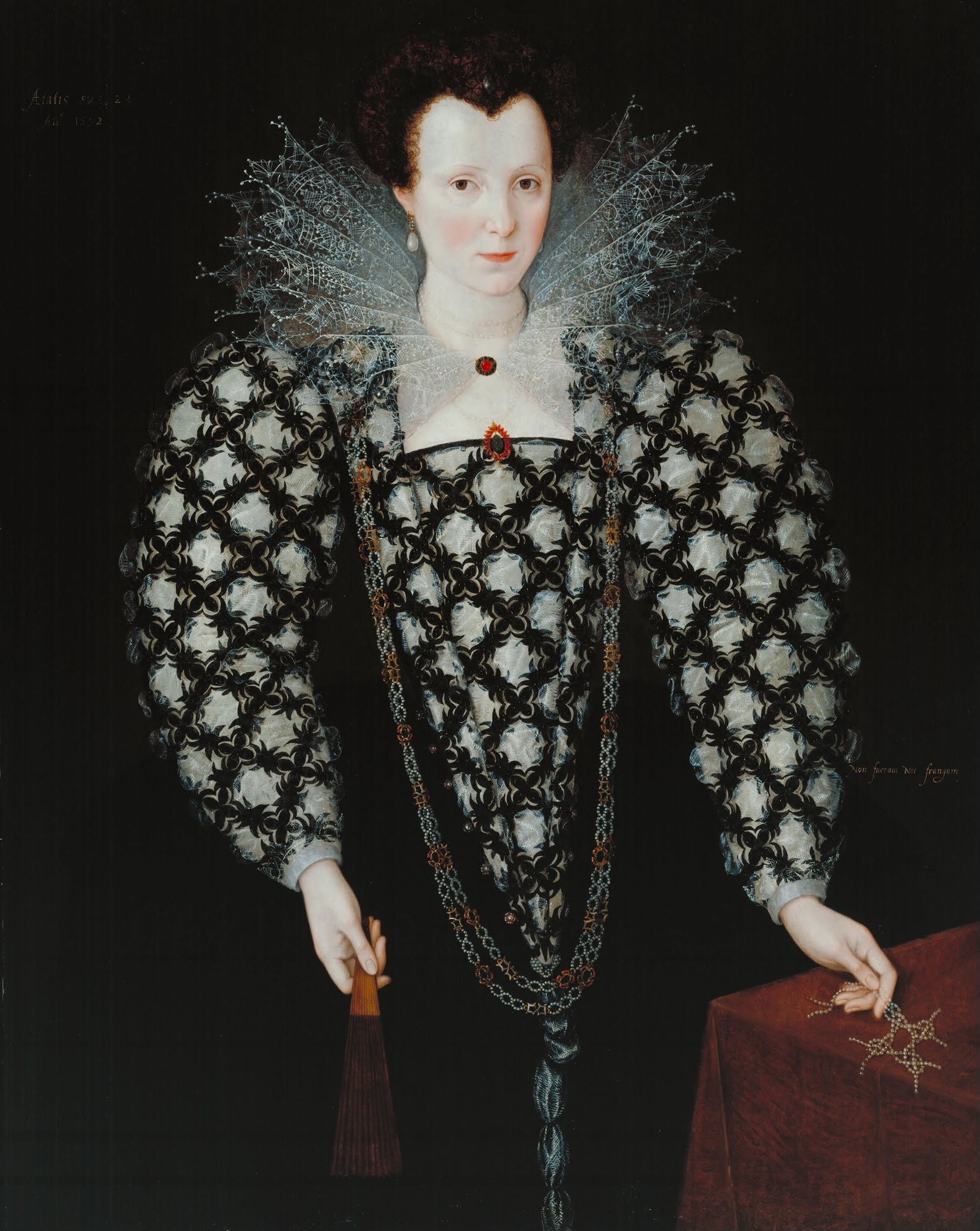
Mary Rogers, Lady Harington, 1592, olieverf op doek.
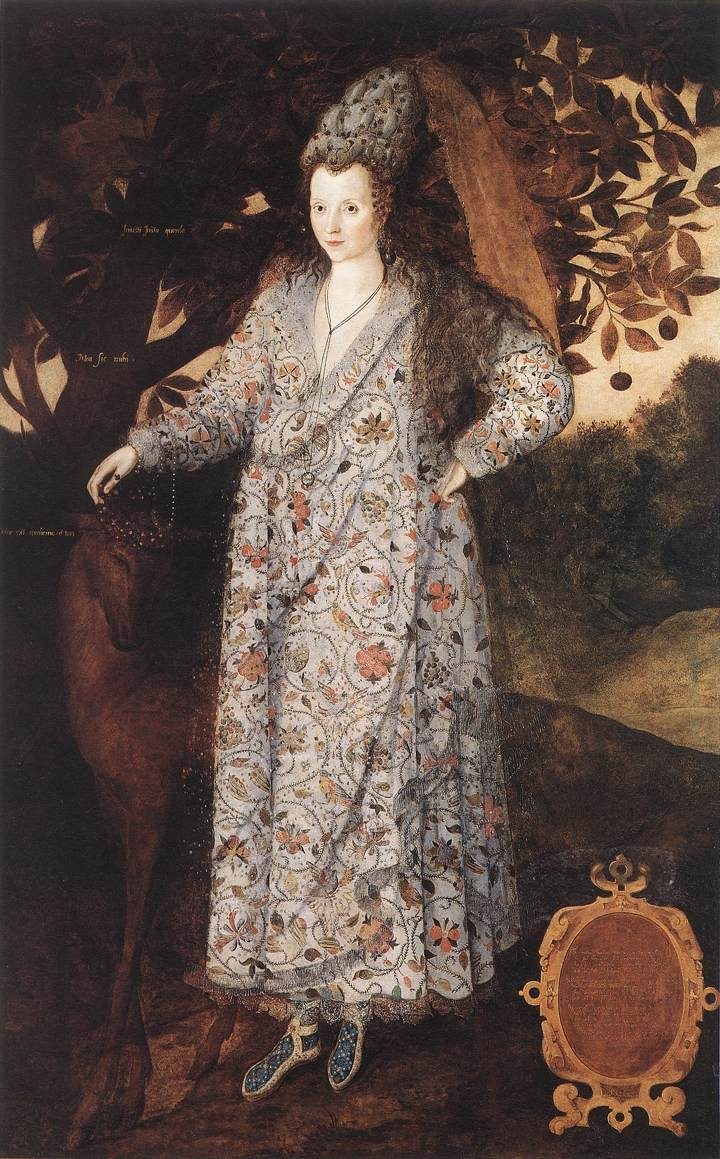
Portrait of an Unknown Woman 1590-1600, olieverf op doek, Royal Collection, Hampton Court
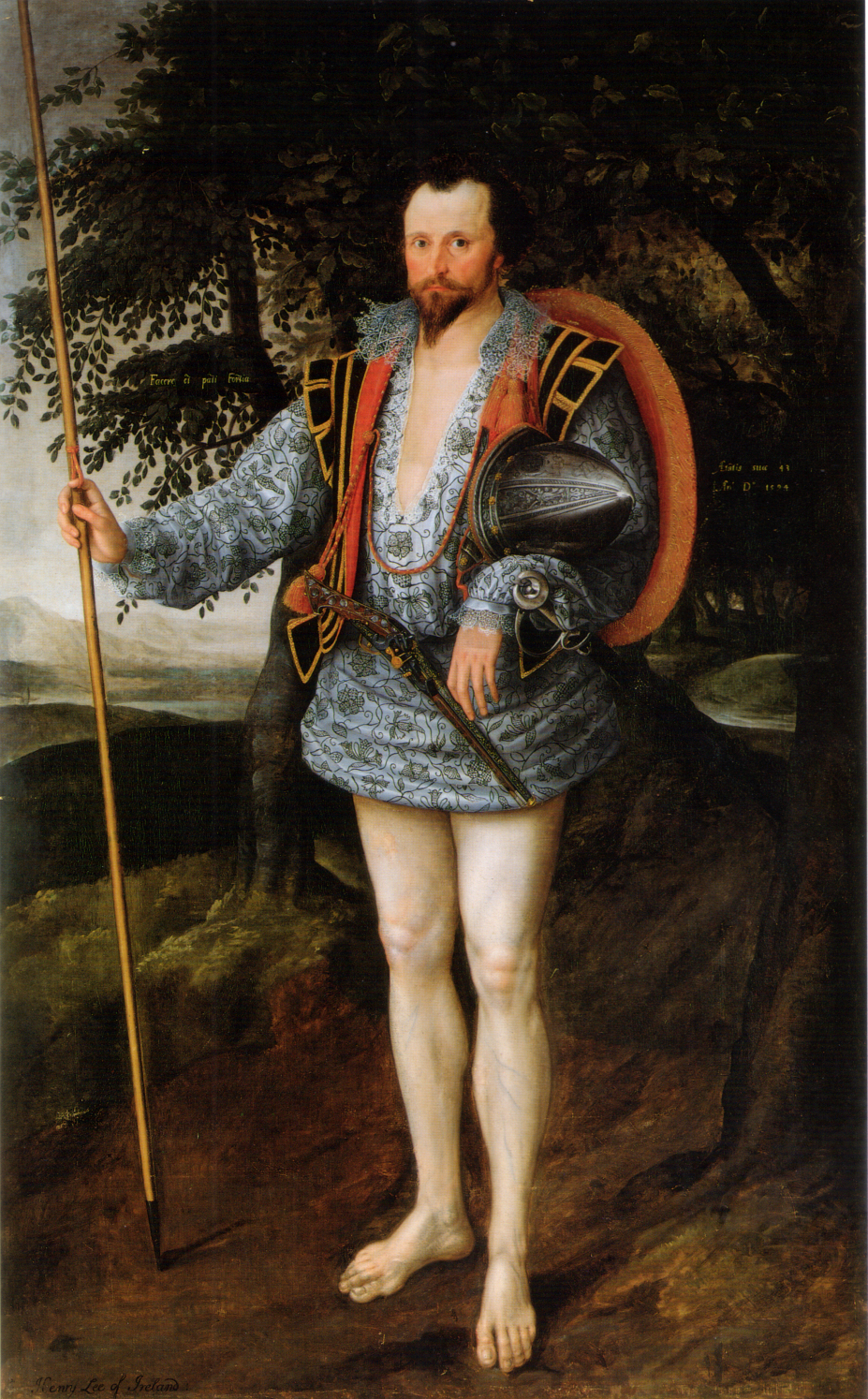
Captain Thomas Lee, olieverf op doek, 1594
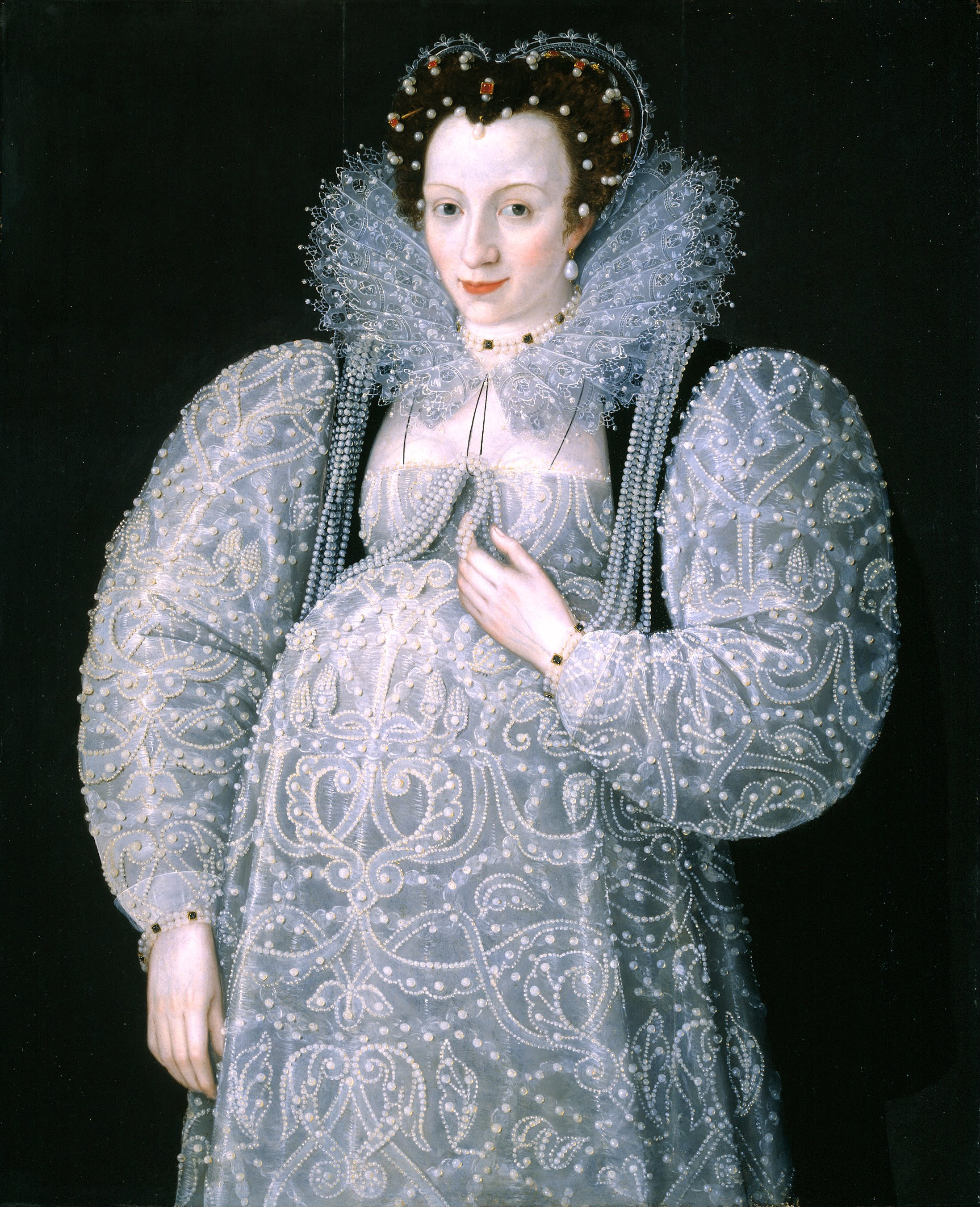
Portrait of an Unknown Lady, c. 1595
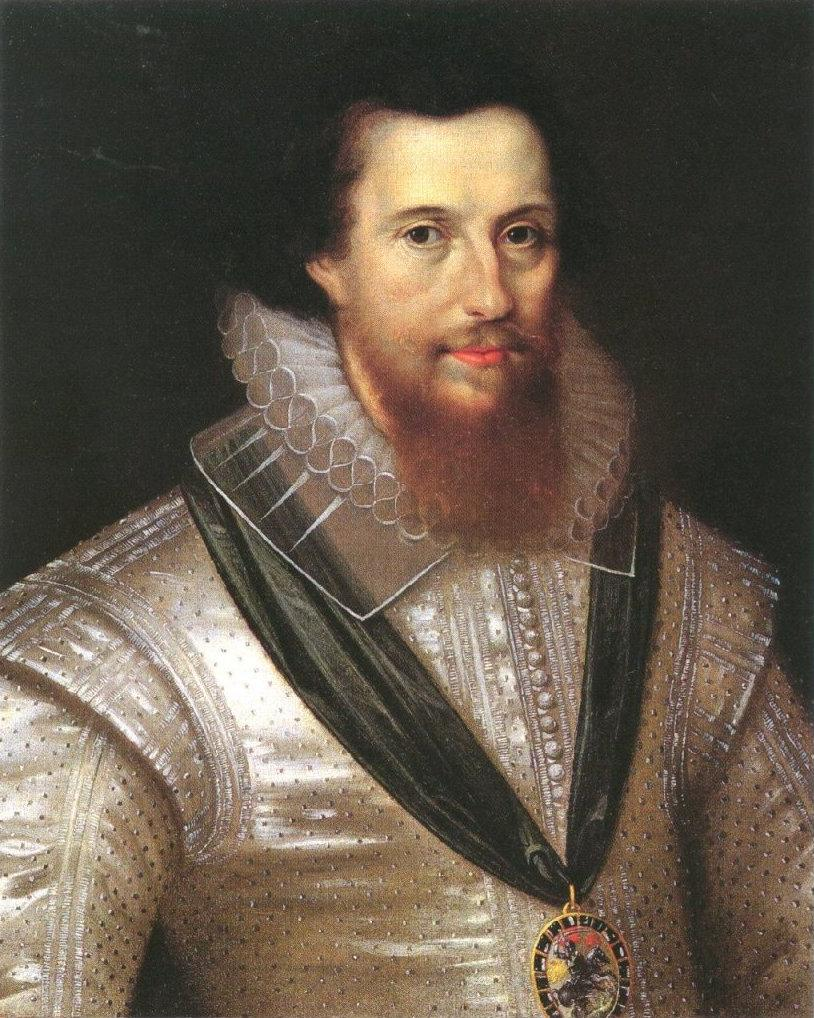
Robert Devereux, Earl of Essex, studio van Marcus Gerards c. 1596
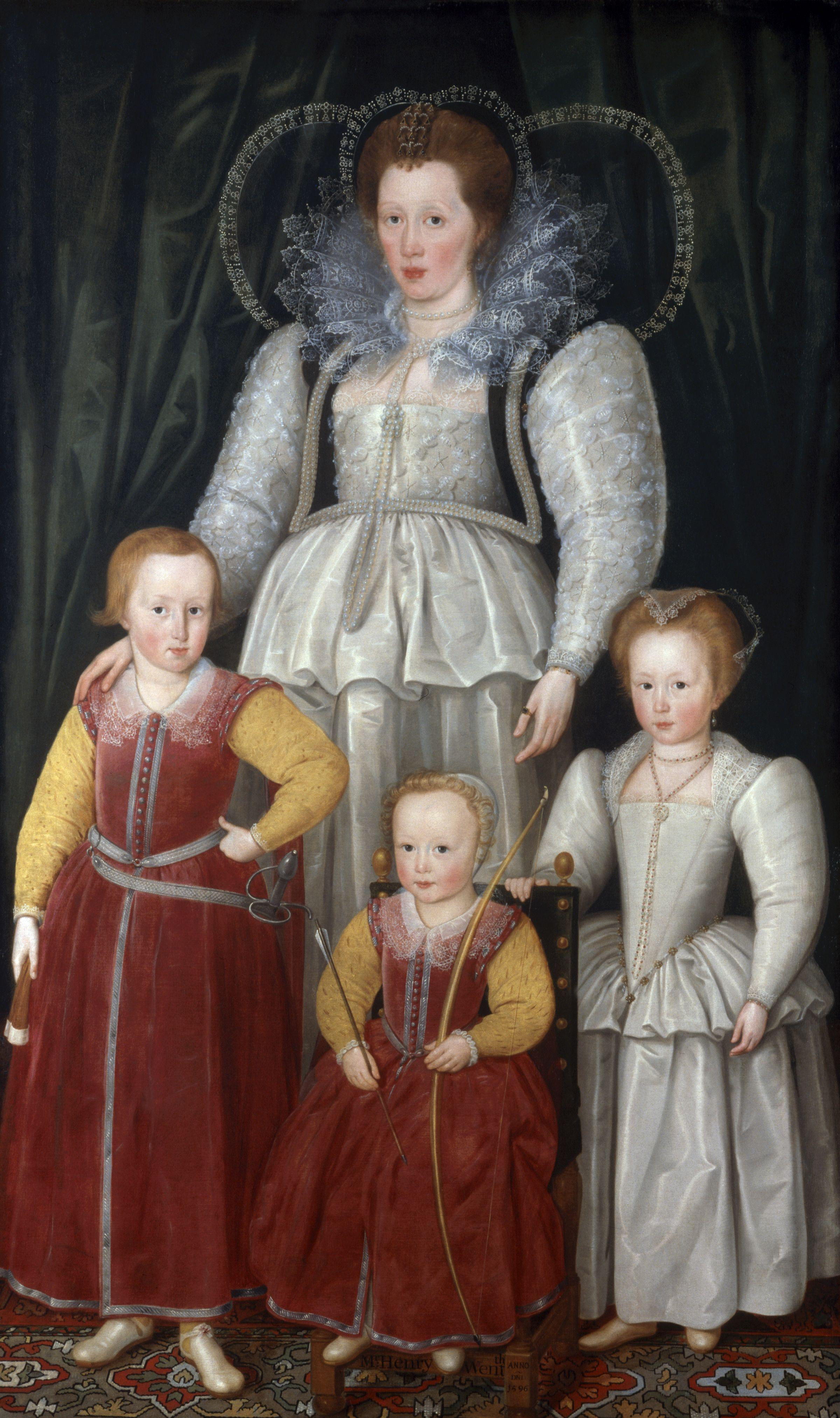
Anne, Lady Pope met haar kinderen, 1596, National Portrait Gallery, London
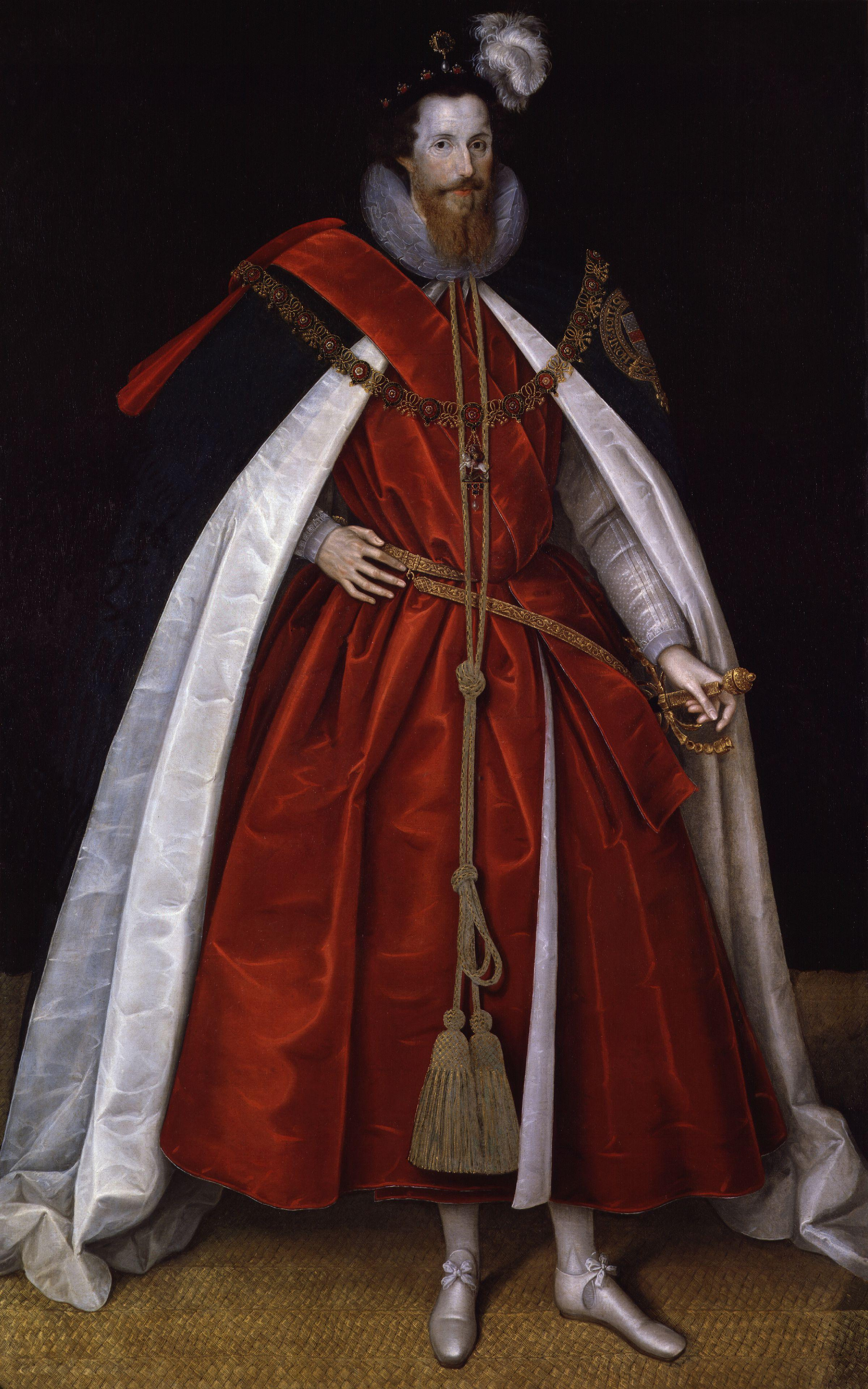
Robert Devereux, Tweede graaf van Essex in kledij van de Orde van de Kousenband, c. 1597, National Portrait Gallery, London

### Jacobijns

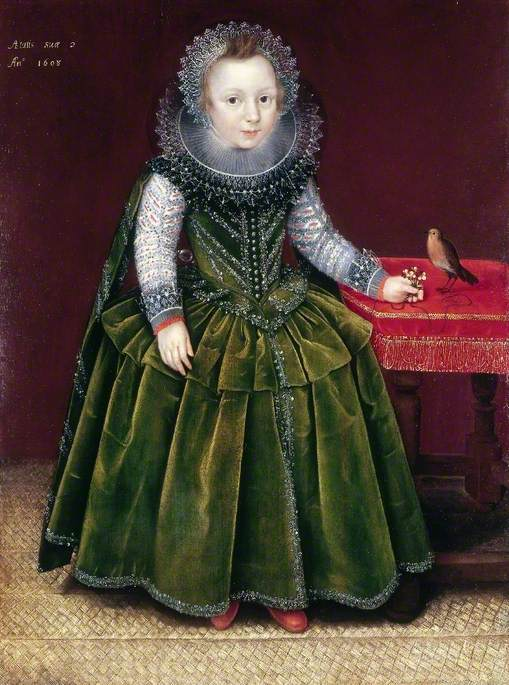
Portret van een tweejarig kind, 1608, Compton Verney
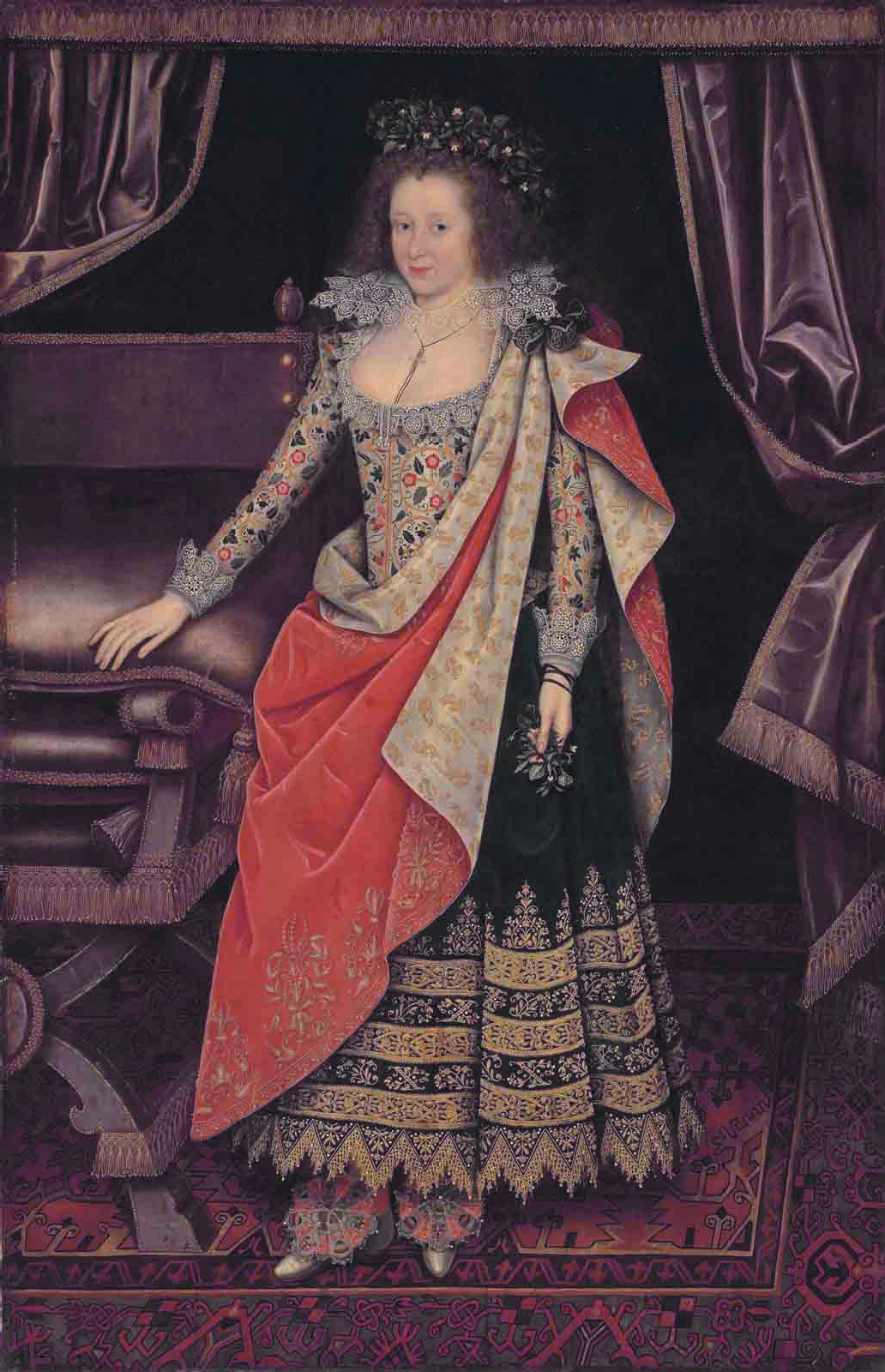
Frances Howard, gravin van Hertford, 1611, olieverf op doek
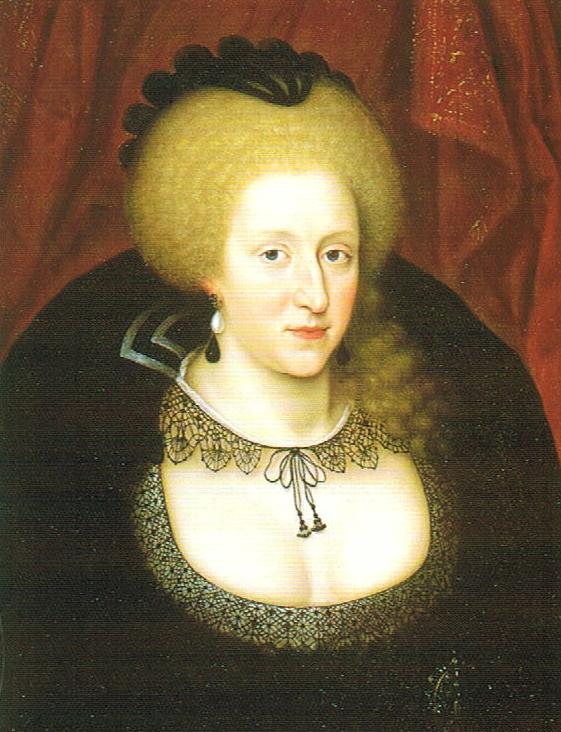
Anna van Denemarken in rouwkledij c. 1612
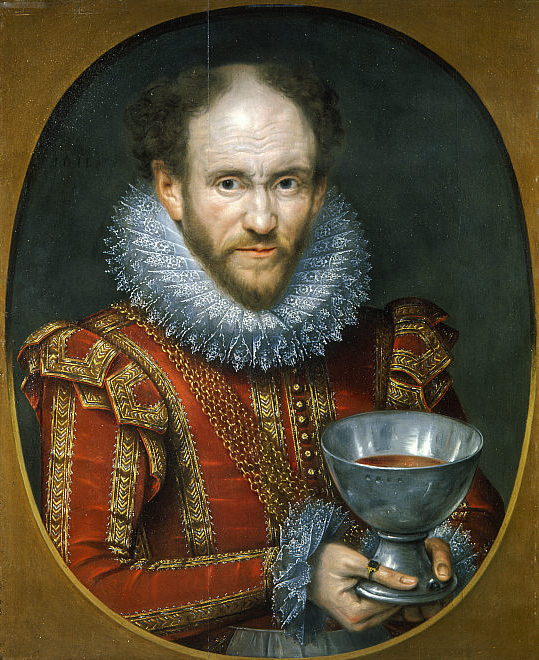
Tom Durie, de hofnar van Anne van Denemarken, 1614, olieverf op paneel, National Galleries of Scotland
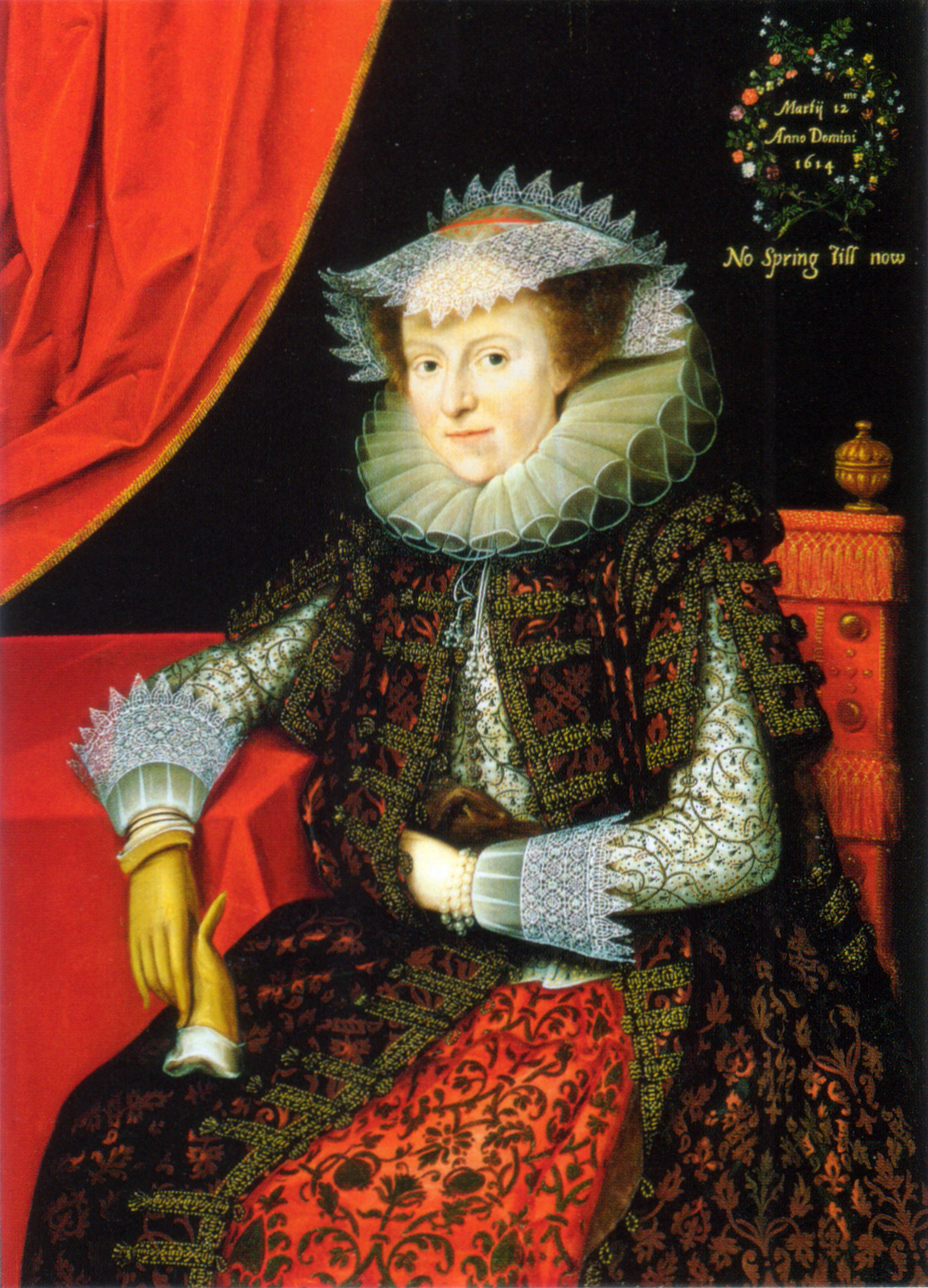
Mary Throckmorton Lady Scudamore, 1615, olieverf op paneel, National Portrait Gallery London
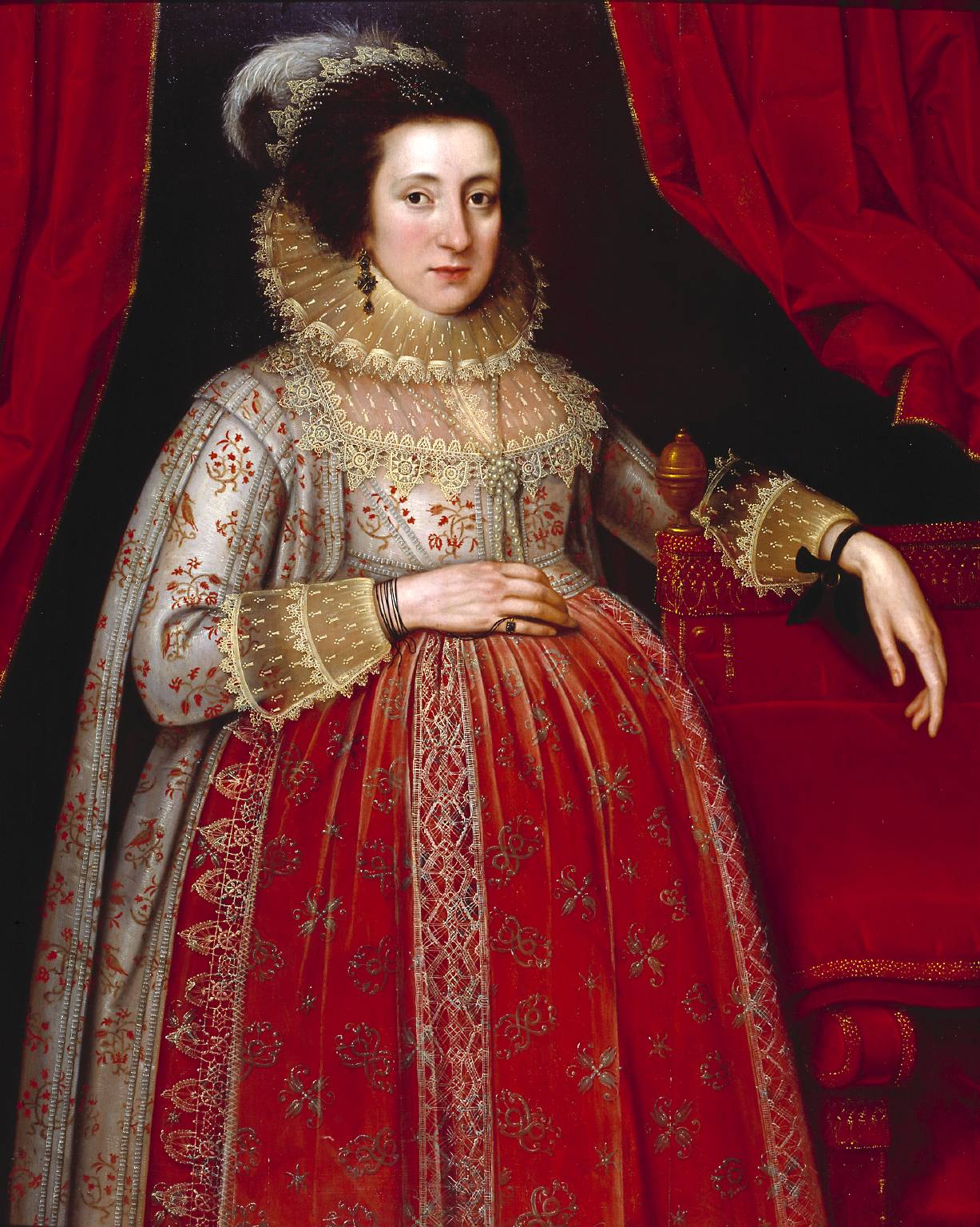
Woman in Red, 1620, olieverf op doek, Tate
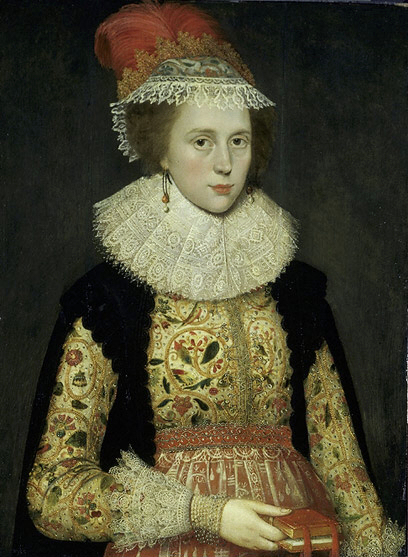
Margaret Laton, c. 1620, Victoria and Albert Museum
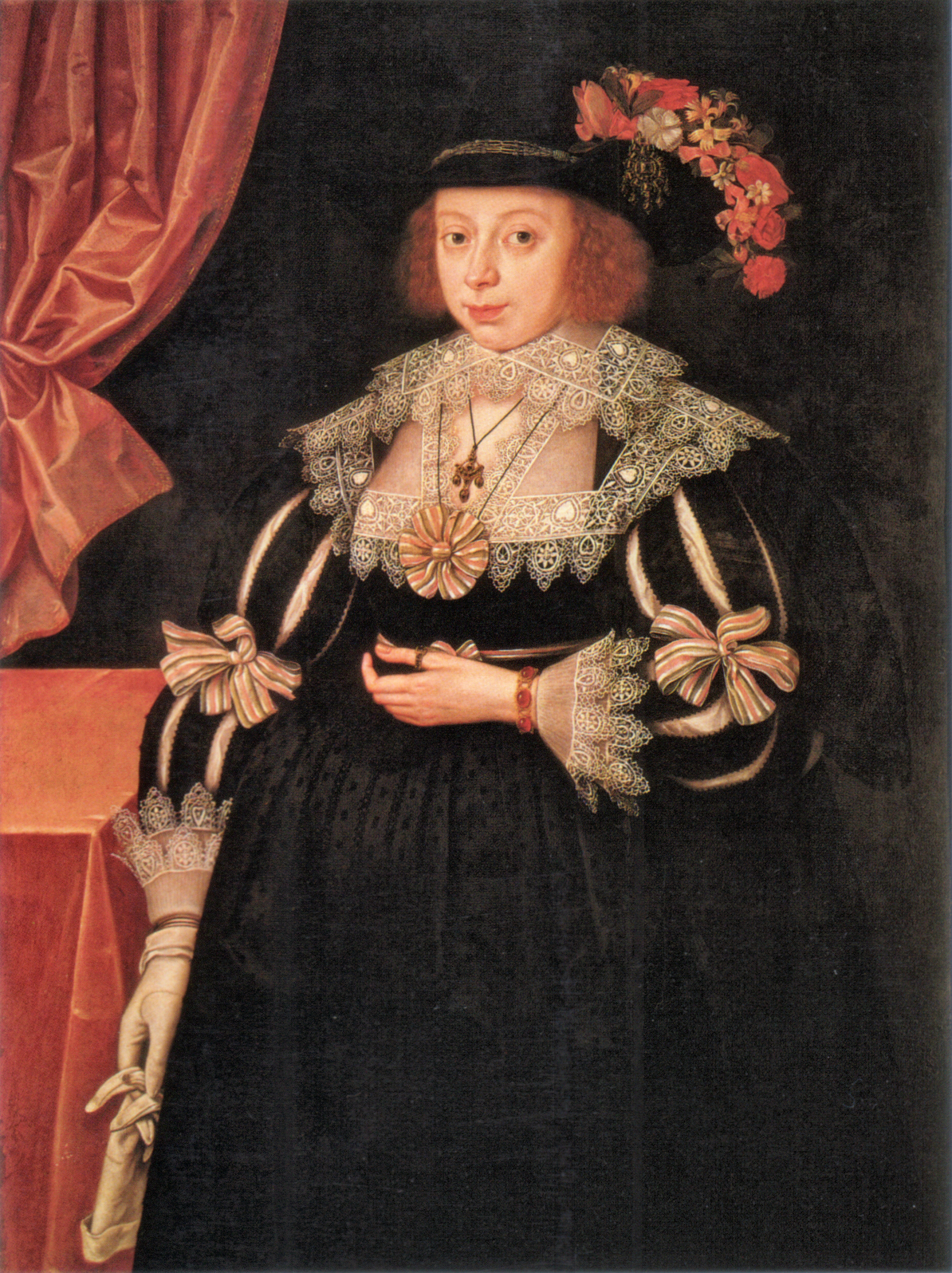
Anne Hale, Mrs Hoskins, 1629, olieverf op doek
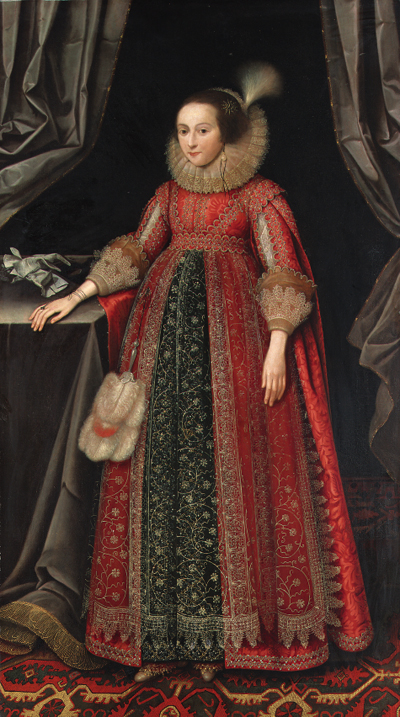
Susanna Temple, zus van James Temple, 1621, olieverf op doek